# Aue Wöschnau
Die Aue Wöschnau, mit einem Teil auch als Aue Grien-Wöschnau bezeichnet, ist ein Abschnitt am Flusslauf der Aare und ein Schutzgebiet im Kanton Solothurn. Ein Bereich der Landschaft ist seit 1951 als kantonales Naturschutzgebiet ausgeschieden, und der Flussraum mit dem angrenzenden Auwald wurde 2017 in das Bundesinventar der Auengebiete von nationaler Bedeutung aufgenommen und in der Weltdatenbank geschützter Gebiete eingetragen.

## Lage
Das Naturschutzgebiet mit der Grösse von 38 Hektaren erstreckt sich über zwei Kilometer am alten Flussbett der Aare zwischen dem Stauwehr des Kraftwerks Aarau bei Schönenwerd und der Grenze zum Kanton Aargau. Bei normalem Wasserstand fliesst ein grosser Teil des Aarewassers durch den Oberwasserkanal zum Kraftwerk und nur ein wenig Restwasser im ursprünglichen Aarebett durch die Auenlandschaft. Diese umfasst im Flussabschnitt bei Wöschnau noch grosse Gebiete mit Auwald auf verschieden hohen Uferterrassen, die von der Aare in der Schotterebene geschaffen wurden. Das Gebiet am rechten Flussufer liegt in den Gemeinden Schönenwerd und Eppenberg-Wöschnau und die linksufrige Fläche in der Gemeinde Erlinsbach SO.
Bei periodisch vorkommenden Hochwassern der Aare oder Ereignissen im Kraftwerksbetrieb werden die tieferen Bereiche mit dem alten Flussgerinne und der Weichholzaue gelegentlich überschwemmt. Demgegenüber sind die höheren Ebenen nur von sehr seltenen Extremhochwassern betroffen, die dann manchmal auch die in Gefahrenzonen errichteten Siedlungsbereiche überfluten können (wie beim Alpenhochwasser 2005). Starke, längere Zeit andauernde Hochwasser schaffen im alten Flussbett neue Kiesinseln und Sandbänke, die durch die Sukzession von Pionierpflanzen in Zeiten ohne Hochwasser wieder besiedelt werden. Bei Wöschnau ist am Prallufer der grossen Flussschlaufe, dem sogenannten «Wöschnauer Rank», die Erosion weiterhin aktiv.
2019 liess der Kanton Solothurn durch den Auwald ein neues Seitengerinne ausbaggern, um bessere Lebensbedingungen für Amphibien zu schaffen, und verfügte ein Zutrittsverbot auf die neue Aareinsel.
Im Auwald folgen Wanderwege beiden Flussufern. Neben dem Kraftwerkskanal verläuft eine asphaltierte Flurstrasse, über welche die nationale Flussveloroute 8 «Aare-Route» führt. Neben den Waldwegen platzierte das Amt für Wald, Jagd und Fischerei des Kantons Solothurn Informationstafeln zur Naturkunde der Auenlandschaft.

## Schutzgebiete

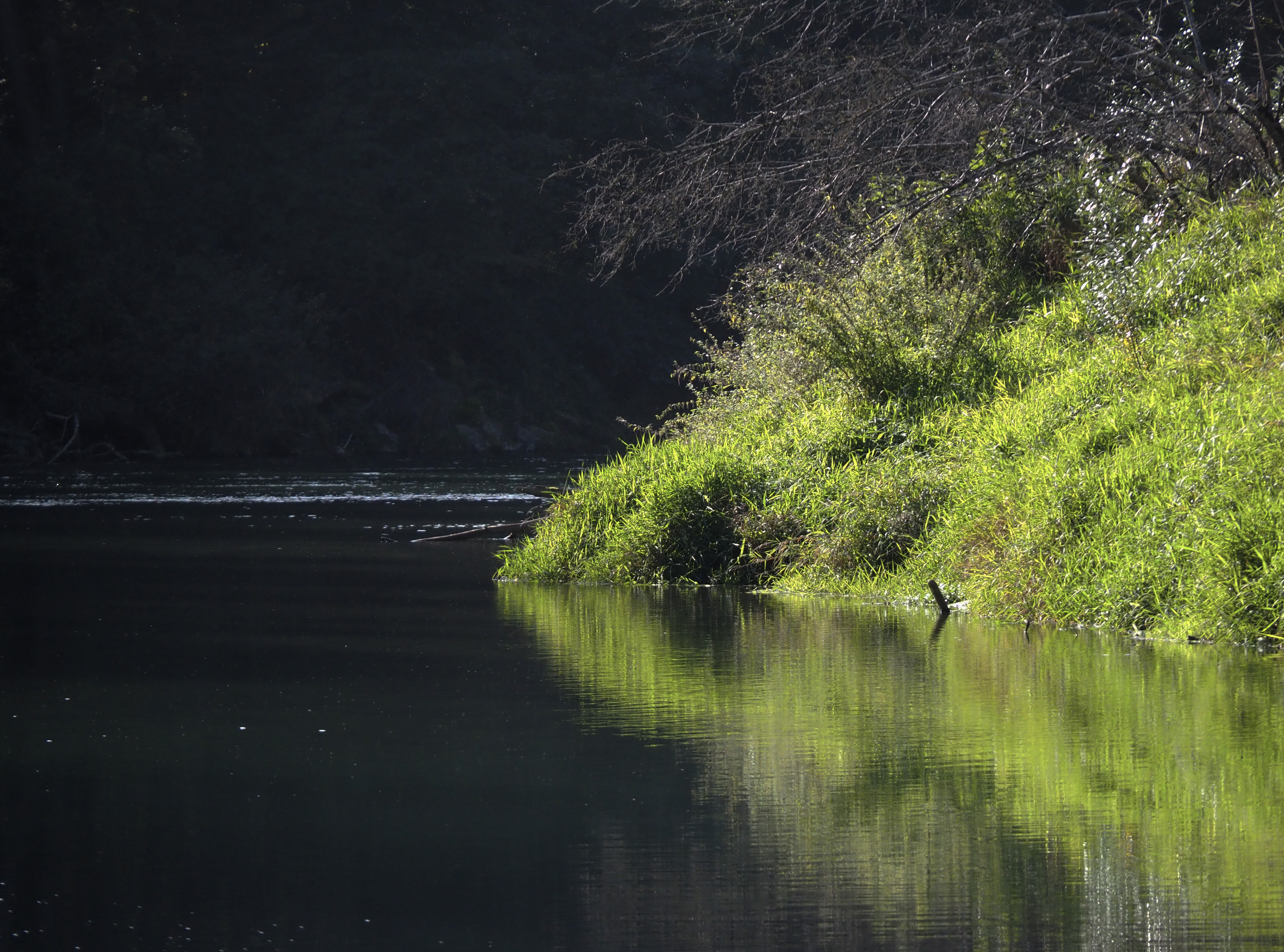
Aareufer im Auengebiet

Während das nationale Auenschutzgebiet Wälder auf beiden Flussufern umfasst, betrifft das 1951 vom Kanton Solothurn errichtete Schutzgebiet «Grien-Wöschnau» neben der Fläche des alten Flussbetts nur das Land vom linken Ufer des Flusses gegen Nordwesten bis zum Oberwasserkanal.
Der Kanton Solothurn hat 1997 zusätzlich beidseits des alten Flussbetts ein kantonales Waldschutzreservat ausgeschieden, das sowohl den Auwald im nationalen Schutzgebiet wie auch weitere Waldparzellen umfasst.
Die Vegetation besteht in Flussnähe aus Röhricht, Gebüsch und Weichholzauenwald mit Silber-Weiden, Erlen, Pappeln, Sträuchern und grossen Beständen von Winterschachtelhalm; auf etwas höheren Flächen steht Ahorn–Eschenwald und Hagenbuchenwald. In mehreren Abschnitten hat Efeu die Stämme vieler Bäume überwuchert; südlich des Stauwehrs hat der Kanton einen besonderen Efeuwald bezeichnet. Das Waldschutzgebiet wird nicht bewirtschaftet und entwickelt sich urwaldähnlich. Am Fluss breiten sich Schilf und Rohrglanzgras aus.
Zur Fauna in der Auenlandschaft gehören unter anderem der Biber, das Hermelin, der Eisvogel, der Pirol, der Kuckuck, der Mittelspecht, der Gänsesäger, der Graureiher, die Zauneidechse, der Kammmolch, die Erdkröte, der Fadenmolch, der Feuersalamander und der Wasserfrosch. Im Schutzgebiet wurden 67 Vogelarten festgestellt. Oberhalb der Auenstrecke bestehen beim Stauwehr Schönenwerd seit 2005 und 2022 Fischtreppen und seit 2020 ein Umgehungsgewässer durch den Auwald.

## Bilder

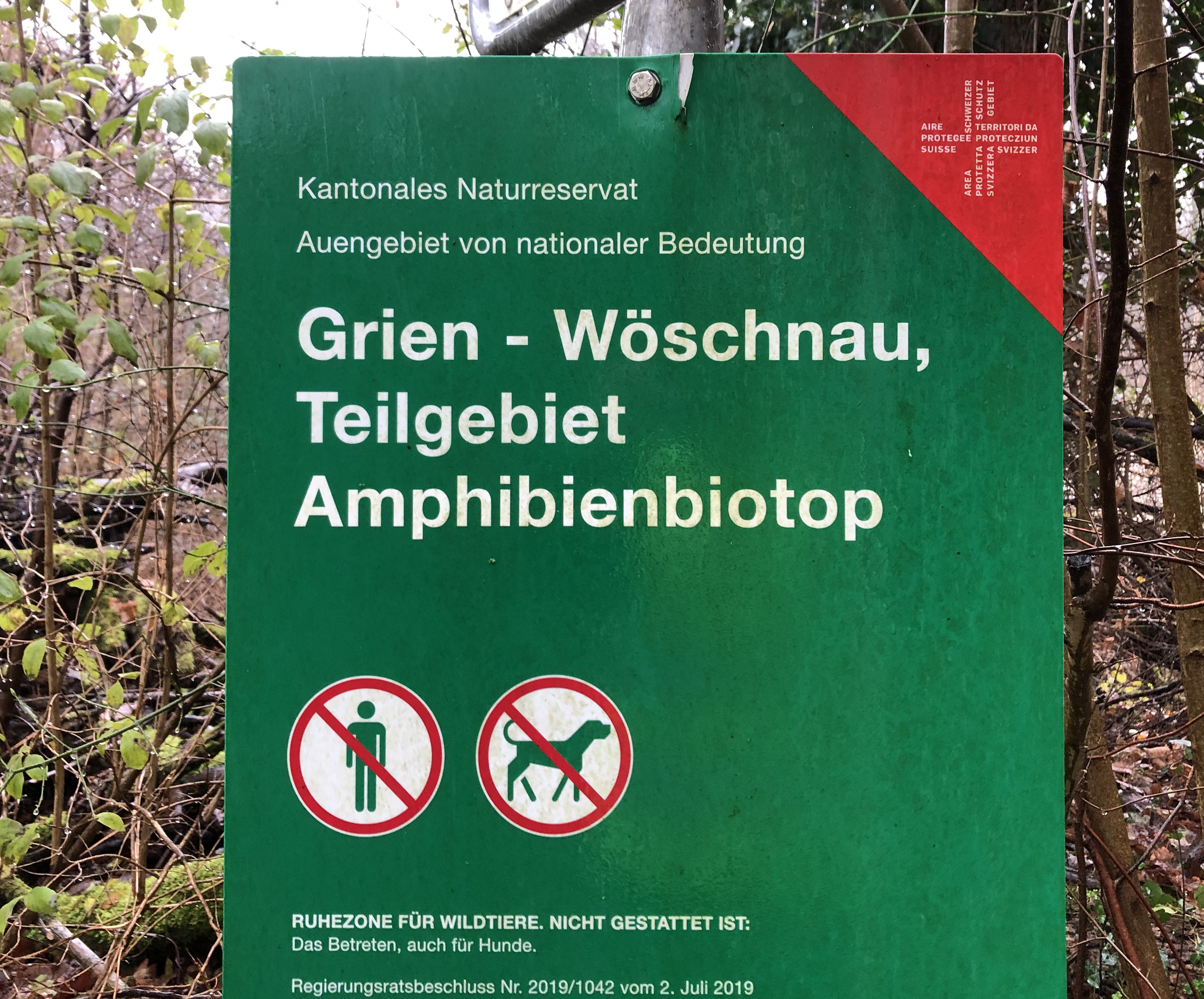
Tafel Grien-Wöschnau
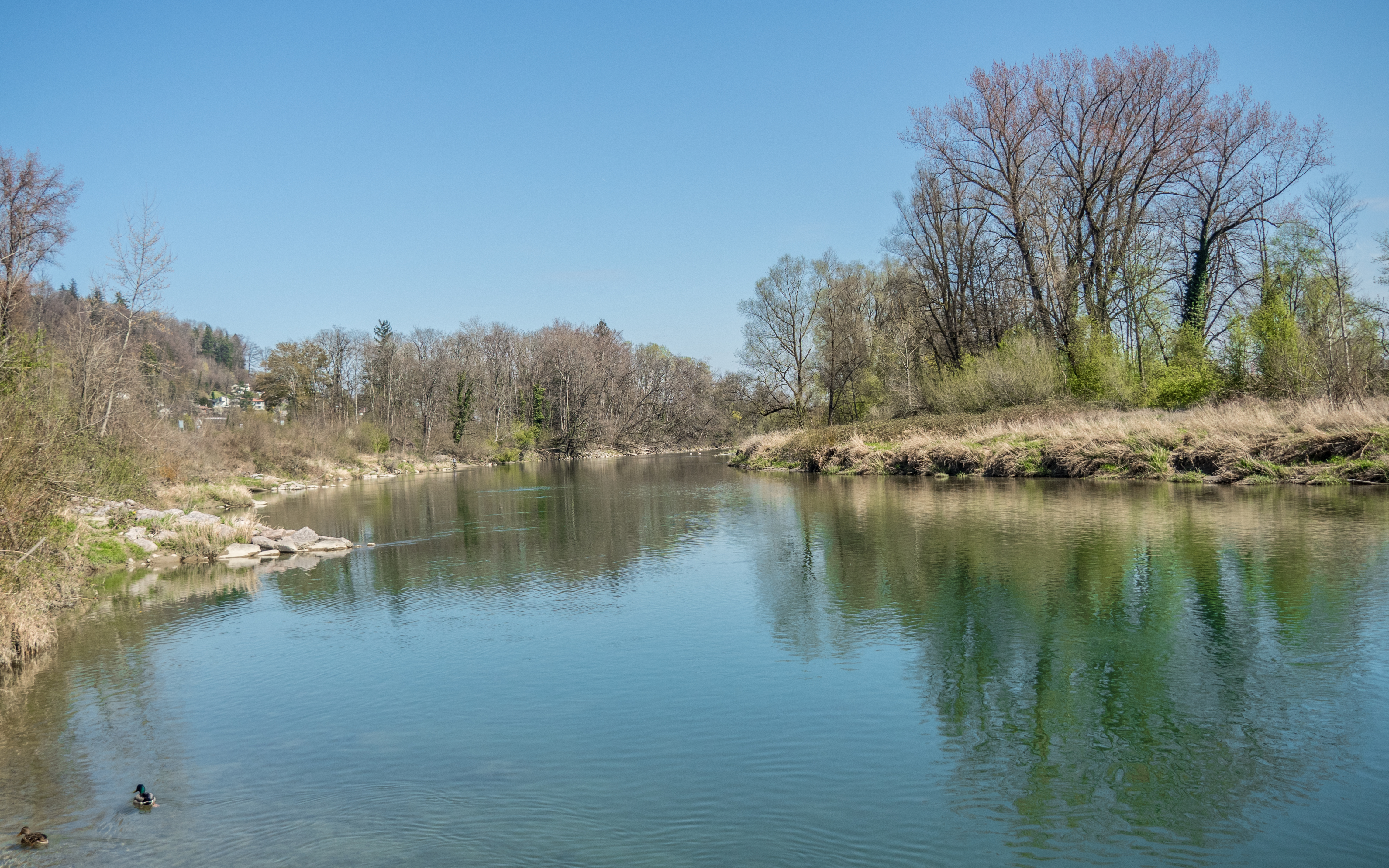
Sicht flussabwärts von der Stauwehrbrücke Schönenwerd
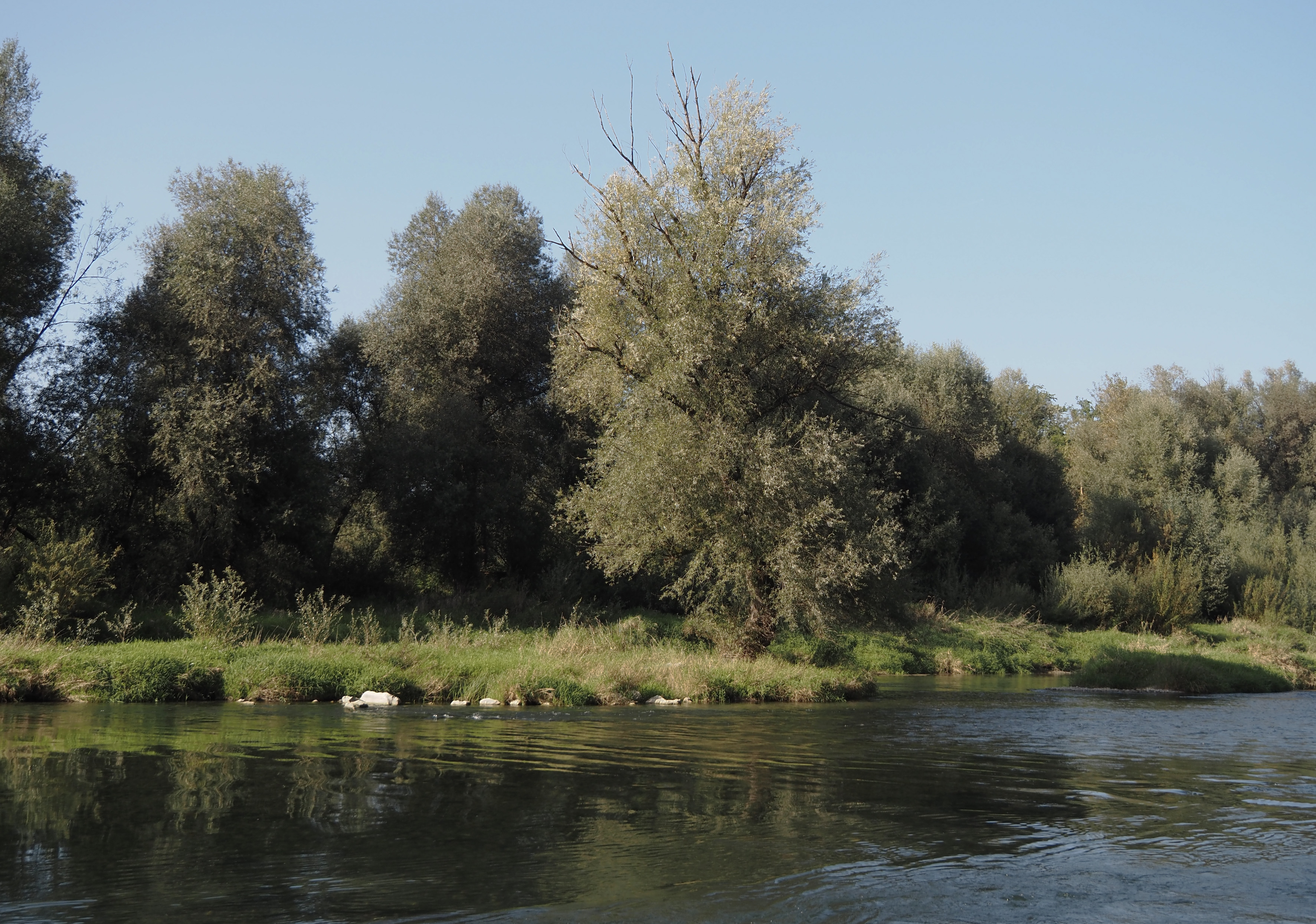
Silberweiden an der Aare
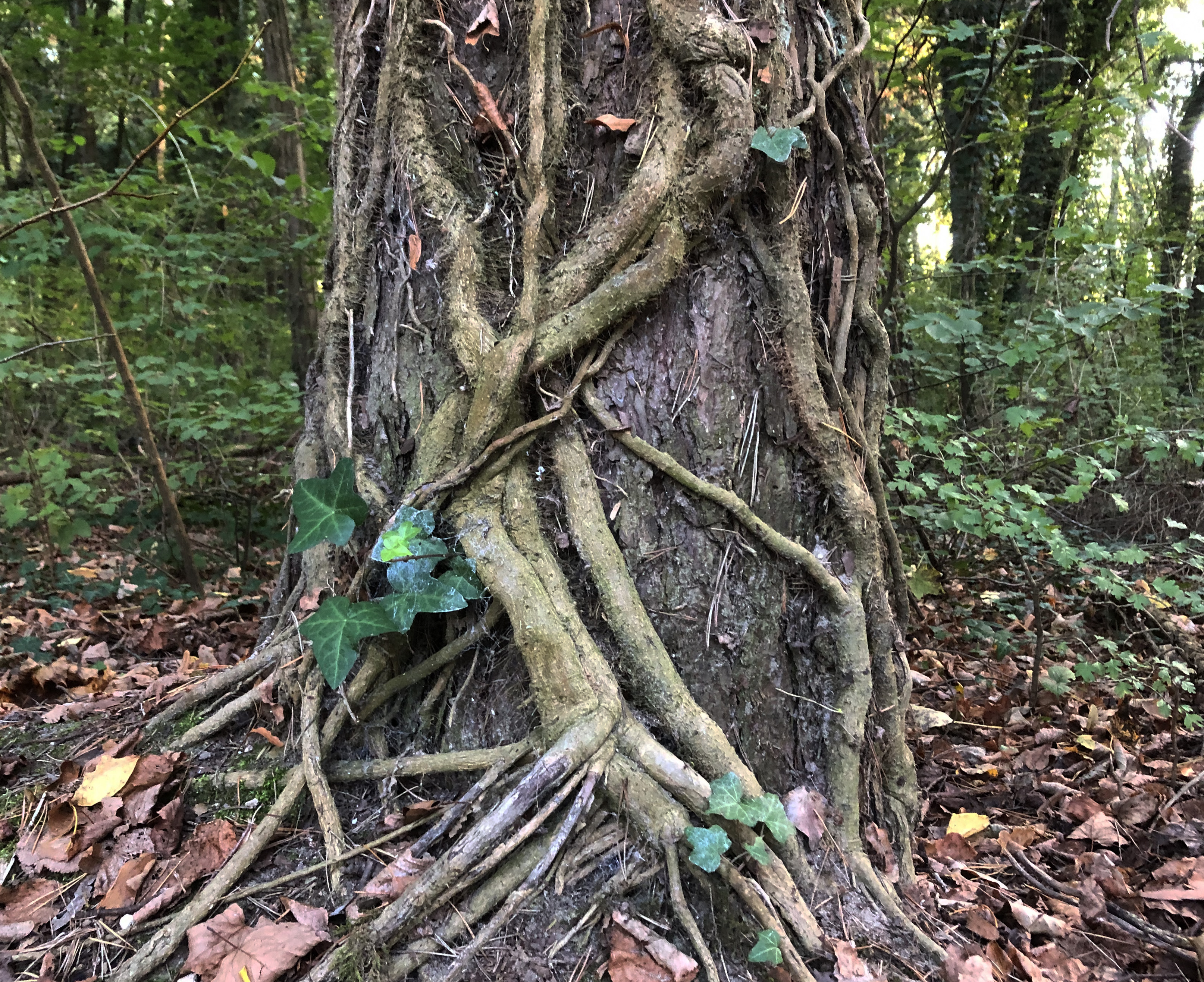
Efeu im Auwald bei Schönenwerd
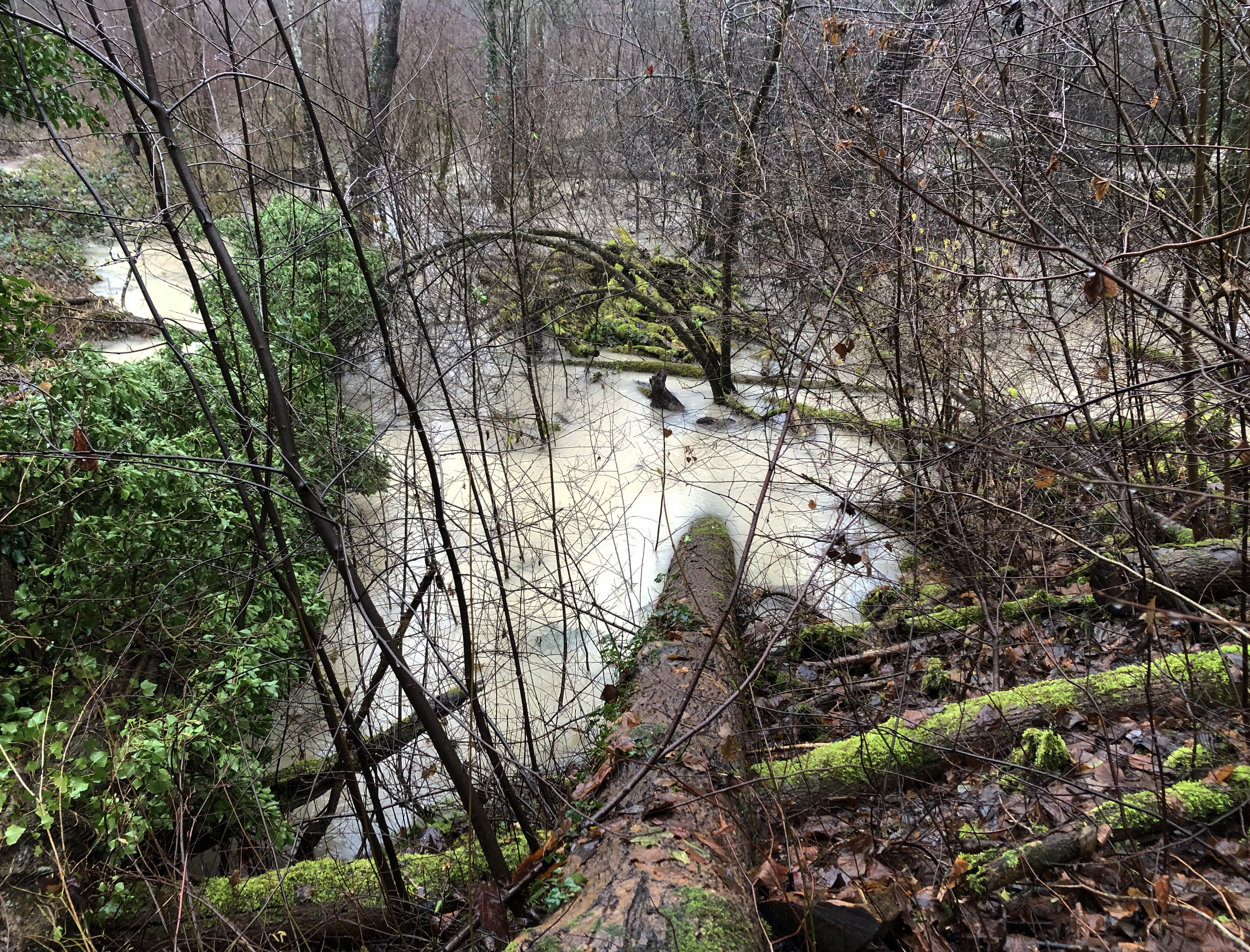
Hochwasser im Auwald 2023